# Marek Niit
Marek Niit, né le 9 août 1987 à Kuressaare, est un athlète estonien, spécialiste du sprint.

## Biographie
Marek Niit remporte le 200 mètres aux Championnats du monde junior d'athlétisme 2006 à Pékin, avec un temps de 20 s 96. Initialement deuxième derrière l'Ukrainien Dmytro Ostrovskyy, il bénéficie finalement de la disqualification de ce dernier pour avoir empiété hors de son couloir.
En 2009, il intègre l'Université de l'Arkansas, et participe aux compétitions universitaires organisées par la NCAA, au sein des Arkansas Razorbacks. Il a participé aux Championnats du monde d'athlétisme 2009 à Berlin sur 200 mètres : il se qualifie pour les quarts de finale avec un temps de 21 s 21, mais déclare ensuite forfait pour blessure.
Le 25 mars 2011, il bat le record d'Estonie du 100 mètres avec un temps de 10 s 21 qu'il réalise à Austin. Un peu plus d'un an après, le 31 mars 2012, à Fayetteville, il améliore ce record de 2/100e, en 10 s 19, vent favorable de 1,5 m/s.
Lors des séries des Championnats d'Europe 2014 à Zurich, il bat le record national du 400 m en 45 s 74, puis celui du relais 4 × 100 m en 39 s 52.

### Palmarès
| Date | Compétition                                        | Lieu      | Résultat | Épreuve   | Performance   |
| ---- | -------------------------------------------------- | --------- | -------- | --------- | ------------- |
| 2005 | Championnats d'Europe juniors                      | Kaunas    | 6e       | 200 m     | 21 s 47       |
| 2006 | Championnats du monde juniors                      | Pékin     | 1er      | 200 m     | 20 s 96       |
| 2009 | Championnats d'Europe espoirs                      | Kaunas    | 5e       | 200 m     | 20 s 88       |
| 2009 | Championnats d'Europe espoirs                      | Kaunas    | 8e       | 4 × 400 m | 3 min 12 s 30 |
| 2014 | Championnats d'Europe par équipes                  | Tallinn   | 3e       | 200 m     | 20 s 99       |
| 2014 | Championnats d'Europe par équipes                  | Tallinn   | 2e       | 4 × 100 m | 39 s 93       |
| 2015 | Championnats d'Europe par équipes (Première Ligue) | Héraklion | 7e       | 200 m     | 21 s 27       |
| 2015 | Championnats d'Europe par équipes (Première Ligue) | Héraklion | 3e       | 400 m     | 46 s 11       |
| 2015 | Championnats d'Europe par équipes (Première Ligue) | Héraklion | 4e       | 4 x 100 m | 40 s 09       |
| 2015 | Championnats d'Europe par équipes (Première Ligue) | Héraklion | 5e       | 4 x 400 m | 3 min 06 s 07 |

### Autres
- Champion d'Estonie du 200 m : 2009.
- Champion d'Estonie du 60 m en salle : 2007.
- Champion d'Estonie du 200 m en salle : 2006, 2007.

## Records personnels
Marek Niit détient les records d'Estonie du 100 mètres, 200 mètres et 400 mètres en plein air, celui du relais 4 × 100 m et du 4 × 400 m, ainsi que du 200 mètres, du 400 mètres et du relais 4 × 200 m en salle.
| Épreuve        | Performance        | Lieu         | Date         |
| -------------- | ------------------ | ------------ | ------------ |
| 100 mètres     | 10 s 19 (NR)       | Fayetteville | 31 mars 2012 |
| 200 mètres     | 20 s 43 (NR)       | Des Moines   | 9 juin 2011  |
| 400 mètres     | 45 s 74            | Zurich       | 12 août 2014 |
| 4 × 100 mètres | 39 s 52 (NR)       | Zurich       | 16 août 2014 |
| 4 × 400 mètres | 3 min 08 s 16 (NR) | Novi Sad     | 19 juin 2011 |

| Épreuve        | Performance        | Lieu         | Date            |
| -------------- | ------------------ | ------------ | --------------- |
| 50 mètres      | 5 s 92             | Kuressaare   | 28 février 2008 |
| 60 mètres      | 6 s 73             | Tallinn      | 10 février 2007 |
| 200 mètres     | 20 s 63 (NR)       | Fayetteville | 15 février 2014 |
| 400 mètres     | 45 s 99 (NR)       | Fayetteville | 26 février 2011 |
| 4 × 200 mètres | 1 min 25 s 52 (NR) | Tallinn      | 19 février 2005 |